# Leinøya
Leinøya er en ø i Herøy kommune i Møre og Romsdal fylke i Norge. Leinøy er forbundet med broer til Bergsøya, Remøya og Nautøya.. Øen bliver også kaldt Bølandet.
Højeste punkt på øen er Leinehornet (Leinekiven) som er 365 meter højt. Arealet er 14,4 km². Indbyggertallet var 1.486 pr 1. januar 2020.
Torvik på øens østside er anløbsplads for hurtigruten.